# Maciej Starzewski
Maciej Jan Adolf Starzewski (ur. 17 czerwca 1891 w Krakowie, zm. 4 grudnia 1944 tamże) – prawnik, profesor Uniwersytetu Jagiellońskiego, poseł na Sejm Rzeczypospolitej Polskiej.

## Życiorys
Był synem Tadeusza, doktora praw, notariusza, i Heleny z Hajdukiewiczów, starszym bratem Jana. W 1909 zdał maturę w III Gimnazjum im. Króla Jana Sobieskiego i rozpoczął studia prawnicze na Uniwersytecie Jagiellońskim. Przerwał studia 12 września 1914 wstąpił do Legionów Polskich. Od 8 stycznia 1916 pełnił funkcję oficera werbunkowego, od lutego 1917 był adiutantem szefa Krajowego Inspektoratu Zaciągu pułkownika Władysława Sikorskiego. Po kryzysie przysięgowym został przeniesiony do Dowództwa Uzupełnień Polskiego Korpusu Posiłkowego w charakterze zastępcy szefa kancelarii, a 13 stycznia 1918 do Grupy Materialnej Dowództwa Armii Polskiej. 1 marca 1918 podjął pracę jako referent w Ministerstwie Spraw Wojskowych rządu powołanego przez Radę Regencyjną. Pracę przerwał w trakcie ofensywy sowieckiej w lipcu 1920 i wstąpił ochotniczo do Wojska Polskiego, 17 sierpnia 1920 na czele swych żołnierzy zdobył śmiałym atakiem Pułtusk, dwa dni później Karniewo; za czyny te otrzymał Krzyż Walecznych. Do listopada 1920 służył w Oddziale III 3. Armii, wojsko opuścił w stopniu porucznika wracając w marcu 1921 do Krakowa na studia, które ukończył 28 kwietnia 1922, uzyskując na UJ stopień doktora praw. 
W 1928 ukazała się najlepsza w jego dorobku monografia Środki zabezpieczenia prawnego konstytucyjności ustaw, a także praca Prawo konstytucyjne porównawcze. 28 lutego 1928 odbyła się na UJ dyskusja habilitacyjna Starzewskiego, a w czerwcu został zatwierdzony przez ministra Wyznań Religijnych i Oświecenia Publicznego jako docent prawa politycznego, ogólnego i polskiego. W latach 1930–1934 prowadził wykłady i ćwiczenia w Seminarium Prawa Politycznego i Prawa Narodów. 7 września 1934 został mianowany profesorem nadzwyczajnym, objął wówczas kierownictwo Seminarium Prawa Politycznego, które sprawował do wybuchu II wojny. W 1935 poparł konstytucję kwietniową, publikując prace Typ nowego ustroju państwowego Polski oraz Uwagi o zwierzchnictwie sił zbrojnych oraz o prawie łaski Prezydenta Rzeczypospolitej Polskiej. 1 czerwca 1938 uchwalono wniosek o przyznanie Starzewskiemu tytułu profesora zwyczajnego. Odznaczony został w 1938 Medalem Niepodległości. Starzewski będąc członkiem Stronnictwa Zachowawczego i Obozu Zjednoczenia Narodowego został z ramienia OZN wybrany na posła do Sejmu 6 września 1938 (okręg wyborczy nr 80, Kraków). W sejmie należał do koła parlamentarnego OZN i był członkiem trzech komisji: administracyjno-samorządowej, prawniczej oraz dla zmiany ordynacji wyborczej. 
Po wybuchu II wojny światowej został 6 listopada 1939 aresztowany w ramach Sonderaktion Krakau wraz z innymi profesorami UJ i AGH umieszczono go w krakowskim więzieniu przy ul. Montelupich, następnie przewieziono do Wrocławia, a stąd 28 listopada 1939. do obozu koncentracyjnego w Sachsenhausen. Mimo czynionych m.in. przez brata, Jana, wówczas posła RP w Kopenhadze, interwencji dyplomatycznych przebywał w obozie do 8 lutego 1940. Wrócił do Krakowa w stanie wyczerpania nerwowego i fizycznego, mimo to włączył się w funkcjonowanie podziemnego Wydziału Prawa UJ; wykładał prawo konstytucyjne oraz prawo narodów, egzaminował, prowadził proseminarium. Od października 1944 pracował również w podziemnej Szkole Nauk Politycznych. Przeżycia obozowe pogorszyły stan jego zdrowia, rozwinęła się gruźlica płuc. Zmarł w Krakowie i został pochowany w grobowcu rodzinnym na cmentarzu Rakowickim.